# Epigynopteryx flexa
Epigynopteryx flexa är en fjärilsart som beskrevs av Louis Beethoven Prout 1931. Epigynopteryx flexa ingår i släktet Epigynopteryx och familjen mätare. Inga underarter finns listade i Catalogue of Life.